# Naples Foot-Ball Club 1920-1921
Questa voce raccoglie le informazioni riguardanti il Naples nelle competizioni ufficiali della stagione 1920-1921.

## Divise
| Manica sinistra · Manica sinistra · Maglietta · Maglietta · Manica destra · Manica destra · Pantaloncini · Calzettoni |

## Organigramma societario
Area direttiva
- Presidente:

Area tecnica
- Allenatore:

## Rosa
| N. |                   | Ruolo | Calciatore            |
| -- | ----------------- | ----- | --------------------- |
|    | Italia (bandiera) | P     | Guido Cavalli         |
|    | Italia (bandiera) | P     | Striano               |
|    | Italia (bandiera) | D     | Gaetano Del Pezzo     |
|    | Italia (bandiera) | D     | Carlo Garozzo         |
|    | Italia (bandiera) | D     | Arturo Tizzano        |
|    | Italia (bandiera) | A     | Ernesto Ghisi         |
|    | Italia (bandiera) |       | Carlo Bruschini II    |
|    | Italia (bandiera) |       | Ernesto Bruschini III |
|    | Italia (bandiera) |       | Caramanna             |
|    | Italia (bandiera) |       | Casabona              |
|    | Italia (bandiera) |       | Caserta               |

| N. |                   | Ruolo | Calciatore |
| -- | ----------------- | ----- | ---------- |
|    | Italia (bandiera) |       | Di Nanni   |
|    | Italia (bandiera) |       | Dodero     |
|    | Italia (bandiera) |       | Gattegna   |
|    | Italia (bandiera) |       | Guidotti   |
|    | Italia (bandiera) |       | Lucchini   |
|    | Italia (bandiera) |       | Molaschi   |
|    | Italia (bandiera) |       | Pannuti    |
|    | Italia (bandiera) |       | Pentone    |
|    | Italia (bandiera) |       | Trapanese  |
|    | Italia (bandiera) |       | Valente    |

## Risultati[2][3]

### Prima Categoria

#### Girone Campano

##### Girone di andata
| Arbitro: | Lucignano |

|  |           |          |
|  | Marcatori | Casabona |

| Arbitro: | Cammarota |

|                                               |           |                |
| Ghisi 18’, 78’ Bruschini III 45’ Casabona 61’ | Marcatori | 8’, 18’ Sacchi |

| Arbitro: | Argento (Napoli) |

|                                    |           |              |
| De Carluccio 5’ Bruna 55’ Elia 58’ | Marcatori | 48’ Molaschi |

##### Girone di ritorno
| Napoli 9 gennaio 1921 4ª giornata | Naples | 2 – 0 (a tavolino) | Salernitana |  |

| Arbitro: | Argento (Napoli) |

|  |           |                                                                           |
|  | Marcatori | 1’ (55), 65’ Ghisi 3’ (62) Bruschini II 69’ Caramanna 83’ (aut.) Frigerio |

| Arbitro: | Argento (Napoli) |

|           |           |                    |
| Ghisi 85’ | Marcatori | 1’ Peluso 49’ Elia |

#### Semifinali Girone Unico

##### Girone di andata
| Arbitro: | Cammarota |

|              |           |             |
| Ghisi ?’ (?) | Marcatori | Tedeschi II |

| Napoli 13 febbraio 1921 2ª giornata | Naples  | 0 – 0 | Internazionale Napoli | \| Arbitro: \| Moretti \| |
| Arbitro:                            | Moretti |       |                       |                           |

| Arbitro: | Cammarota |

|                                  |           |                               |
| Elia 31’ Peluso 49’ Doglioli 85’ | Marcatori | 23’ Bruschini II 80’ Casabona |

##### Girone di ritorno
| Arbitro: | Argento (Napoli) |

|                  |           |  |
| Invorio Polisano | Marcatori |  |

| Arbitro: | Argento (Napoli) |

|       |           |                          |
| Bachy | Marcatori | Ghisi ?’ (rig.) Gattegna |

| Arbitro: | Argento (Napoli) |

|                             |           |  |
| Valente ?’ (?) Bruschini II | Marcatori |  |

#### Finali Sud

##### Girone di andata
| Arbitro: | Zennaro |

|                               |           |                  |
| Nigiotti Iacoponi II Bargagna | Marcatori | Casabona Valente |

| Arbitro: | Caroncino |

|                                  |           |                     |
| Bruschini II ?’ (?) Ghisi ?’ (?) | Marcatori | Fraschetti Fiorante |

##### Girone di ritorno
| Arbitro: | Cerchia |

|            |           |                      |
| Valente ?’ | Marcatori | Mozzachiodi Bargagna |

| Arbitro: | Bellucci |

|                                       |           |                                   |
| Varini ?’ Fiorante Fraschetti Filippi | Marcatori | ?’ (?) Ghisi Valente Bruschini II |

## Statistiche
Statistiche aggiornate al 26 giugno 1921.

### Statistiche di squadra
| Competizione    | Punti | In casa | In casa | In casa | In casa | In casa | In casa | In trasferta | In trasferta | In trasferta | In trasferta | In trasferta | In trasferta | Totale | Totale | Totale | Totale | Totale | Totale | DR |
| Competizione    | Punti | G       | V       | N       | P       | Gf      | Gs      | G            | V            | N            | P            | Gf           | Gs           | G      | V      | N      | P      | Gf     | Gs     | DR |
| --------------- | ----- | ------- | ------- | ------- | ------- | ------- | ------- | ------------ | ------------ | ------------ | ------------ | ------------ | ------------ | ------ | ------ | ------ | ------ | ------ | ------ | -- |
| Prima Categoria | 18    | 8       | 5       | 1       | 2       | 17      | 9       | 8            | 3            | 1            | 4            | 19           | 18           | 16     | 8      | 2      | 6      | 36     | 27     | +7 |
| Totale          | 18    | 8       | 5       | 1       | 2       | 17      | 9       | 8            | 3            | 1            | 4            | 19           | 18           | 16     | 8      | 2      | 6      | 36     | 27     | +7 |

### Statistiche dei giocatori
| Giocatore     | Prima Categoria | Prima Categoria |
| Giocatore     | Presenze        | Reti            |
| ------------- | --------------- | --------------- |
| Bruschini II  | 14              | 7               |
| Bruschini III | 2               | 1               |
| Caramanna     | 13              | 2               |
| Casabona      | 14              | 3               |
| Caserta       | 1               | 0               |
| G. Cavalli    | 8               | -16             |
| G. Del Pezzo  | 1               | 0               |
| Dinanni       | 1               | 0               |
| Dodero        | 13              | 0               |
| C. Garozzo    | 14              | 0               |
| Gattegna      | 15              | 1               |
| E. Ghisi      | 13              | 13              |
| Guidotti      | 13              | 0               |
| Lucchini      | 5               | 0               |
| Molaschi      | 12              | 6               |
| Pannuti       | 1               | 0               |
| Pentone       | 10              | 0               |
| Striano       | 7               | -12             |
| Tizzano       | 1               | 0               |
| Trapanese     | 1               | 0               |
| Valente       | 5               | 5               |